# Морканешти (Алба)
Морканешти (рум. Morcănești) насеље је у Румунији у округу Алба у општини Појана Вадулуј. Oпштина се налази на надморској висини од 924 m.

## Становништво
Према подацима из 2002. године у насељу је живело 35 становника, од којих су сви румунске националности.